# Joya de Buenavista
Joya de Buenavista är en ort i Mexiko.   Den ligger i kommunen Morelia och delstaten Michoacán de Ocampo, i den södra delen av landet, 230 km väster om huvudstaden Mexico City. Joya de Buenavista ligger 2 142 meter över havet och antalet invånare är 183.
Terrängen runt Joya de Buenavista är kuperad västerut, men österut är den platt. Runt Joya de Buenavista är det tätbefolkat, med 493 invånare per kvadratkilometer. Närmaste större samhälle är Morelia, 15,6 km nordost om Joya de Buenavista. I omgivningarna runt Joya de Buenavista växer huvudsakligen savannskog.